# Upadhan
Upadhan (ou Upadhana tapas) est un rite de purification du jaïnisme.
Il consiste à résider dans un monastère pendant 28, 35, ou 47 jours, tout en y suivant certaines pratiques. Il se fait avec un petit nombre de participants. Ainsi des jours de jeûne sont observés. Des prières rituelles comme la récitation de mantra sont aussi exécutées. La confession ainsi que l'étude des textes sacrés sont à l'ordre de ces journées, ainsi que des séances de méditations. Le tout doit être effectué sous l'égide d'un moine-ascète chevronné.